# Cinnyris loveridgei
El suimanga de Loveridge (Cinnyris loveridgei) es una especie de ave paseriforme de la familia Nectariniidae endémica Tanzania. Su nombre conmemora al herpetólogo estadounidense Arthur Loveridge.

## Distribución y hábitat
Se encuentra únicamente en los bosques húmedos de las montañas del este de Tanzania.